# Pécsi Evangélikus Roma Szakkollégium
A  Pécsi Evangélikus Roma Szakkollégium 2018-ban alapított szakkollégium Pécsen, amelyet a Magyarországi Evangélikus Egyház tart fenn.

## Bemutatása
A szakkollégium tagjai elsősorban cigány fiatalok, akik a Pécsi Tudományegyetemen tanulnak, és képzésük során sokoldalú támogatásban részesülnek. Sikeres felvételi esetén a hallgatók számára biztosított a kollégiumi férőhely, rendszeres havi ösztöndíj, egyetemi tutorok segítsége, személyre szabott szakmai programok, nyelvi képzés, kortárs mentorálás, valamint egy összetartó és támogató közösség is rendelkezésre áll.
A szakkollégium azonban nem kizárólag cigány fiatalokat vár. Az intézmény nyitott azon hátrányos helyzetű nem cigány hallgatók előtt is, akik a Pécsi Tudományegyetem hallgatói, érdeklődnek a cigányokat érintő társadalmi ügyek iránt, és a keresztény értékrendet is elfogadják. A nevelés ökumenikus szellemiségben zajlik, és a szakkollégium működése az önkormányzatiság elvén, valamint a hallgatók aktív részvételén alapul.
A Pécsi Evangélikus Roma Szakkollégium célja, hogy olyan értelmiségi fiatalokat neveljen, akik szakmai kiválóságukat társadalmi érzékenységgel és aktív szociális szerepvállalással ötvözik, ezzel is hozzájárulva a cigányok és nem cigányok békés együttéléséhez, akik elkötelezettek a cigányok felemelkedése és a cigány–magyar együttélés jobbítása iránt. Ennek érdekében a szakkollégium magas színvonalú képzési lehetőségeket biztosít hallgatóinak, elősegítve kimagasló eredmények elérését saját szakterületükön, miközben tehetséggondozó és – szükség esetén – esélykiegyenlítő támogatást is nyújt számukra. A szakkollégium olyan közösségi és szellemi műhelyként működik, ahol a tudás, az identitás, az önismeret és a társadalmi felelősségvállalás kéz a kézben járnak. Az intézmény keresztény szellemiségű válaszként kíván szolgálni a cigányok integrációjának kihívásaira.
A szakkollégium átfogó fejlesztési programot működtet, amely segíti a hallgatókat felsőfokú tanulmányaik sikeres befejezésében, és hozzájárul a felsőoktatásban tapasztalható lemorzsolódás csökkentéséhez. Emellett arra törekszik, hogy tagjai aktívan bekapcsolódjanak a tudományos életbe, és kiemelt figyelmet fordít mind a személyes, mind a szakmai fejlődésükre. Különös hangsúlyt helyez a cigány–magyar kettős identitás tudatos erősítésére is.
A szakkollégium szilárdan elkötelezett a társadalmi igazságosság és a szolidaritás értékei mellett. Az egyik legfontosabb alapelve a szolidaritás: a hallgatók felelősséggel tartoznak egymás iránt, a mentorok és tutorok pedig támogatják a rájuk bízott diákokat.
Ugyanilyen fontos érték az egyéni szabadság tisztelete, az emberi méltóság védelme, az önmegvalósítás lehetőségéhez való jog, valamint az érdekek demokratikus keretek között történő képviselete. A szakkollégium nagy hangsúlyt fektet a hozott kulturális értékek megbecsülésére, valamint arra, hogy a hallgatók nyitottak legyenek más társadalmi, vallási, etnikai vagy társadalmi háttérből származó közösségek értékei iránt.
A szakkollégisták közös lakóközösséget alkotnak, elhelyezésük a Pécsi Márton Áron Kollégium és Szakkollégiumban történik. A szakmai programok jelentős része a PTE-BTK NTI Romológia és Nevelésszociológia Tanszékén valósul meg. A szakmai munkát egy sokoldalú team irányítja, amelyben többek között egyetemi oktató, pedagógus, szociális munkás, evangélikus lelkész és pszichológus is részt vesz.
A befogadó, inkluzív szakkollégiumi környezet egy olyan szakmai és közösségi műhely kialakítására törekszik, amely az egyházi nevelés értékrendjét követi. Itt a szaktudás, az önismeret és az identitás elmélyítése mellett hangsúlyt kap a társadalmi felelősségvállalás is, amely konkrét cselekvésben, közösségi szerepvállalásban nyilvánul meg. Mindez hozzájárul ahhoz, hogy olyan felkészült, elhivatott értelmiségiek kerüljenek ki az intézményből, akik érzékenyek a társadalmi problémákra és magas szakmai színvonalat képviselnek.